# Alfa Special
Alfa Special – samochód wyścigowy, zaprojektowany i skonstruowany przez Południowoafrykańczyka Petera de Klerka. Model ścigał się w Formule 1 i Południowoafrykańskiej Formule 1.

## Historia
Peter de Klerk był mechanikiem pierwszych mistrzów Południowoafrykańskiej Formuły 1: Syda van der Vyvera oraz Erniego Pieterse. De Klerk na początku lat 60. ścigał się także okazjonalnie wypożyczonym od przyjaciela Pata Phillipsa samochodem. Następnie z pomocą Phillipsa zbudował samochód, Alfę Special, którym miał zamiar rywalizować w Południowoafrykańskiej Formule 1. Był to pomysł o tyle nietypowy, że w serii tej najczęściej stosowano samochody Alfa Romeo, Borgward bądź Ford. Wyjątki, jak LDS, zdarzały się rzadko.
Alfa Special była oparta na Lotusie 21. Samochód miał typową konstrukcję i przypominał cygaro. Do napędu swojego samochodu de Klerk użył zmodyfikowanej jednostki z modelu Alfa Romeo Giulietta o pojemności 1497 cm³. Samochód został ukończony na początku 1962 roku i zebrał pozytywne opinie.
Pierwszą eliminacją, w której de Klerk wystartował swoim modelem, było zorganizowane w kwietniu 1962 roku Autumn Trophy, które ukończył na czwartym miejscu. W 1963 roku, wspierany finansowo przez Otello "Jacka" Nucciego, zadebiutował w Formule 1, kwalifikując się na 16. miejscu w Grand Prix RPA i nie kończąc wyścigu. W 1964 roku de Klerk zajął drugie miejsce w Południowoafrykańskiej Formule 1, za Johnem Love. Ogółem w tej serii de Klerk odniósł osiem zwycięstw. W 1965 roku po raz drugi wystartował w Grand Prix RPA, w którym był dziesiąty. W 1966 roku de Klerk zaprzestał startów swoim samochodem i zaczął korzystać z Brabhama.
Na początku XXI wieku samochód został odrestaurowany przez przyjaciela de Klerka, Lew Bakera.

## Wyniki w Formule 1
| Legenda oznaczeń w tabelach wyników Wyświetl szablon na nowej stronie | Legenda oznaczeń w tabelach wyników Wyświetl szablon na nowej stronie                                                                     |
| Oznaczenie                                                            | Wyjaśnienie |
| --------------------------------------------------------------------- | --- |
| Złoty                                                                 | Zwycięzca lub mistrzostwo |
| Srebrny                                                               | 2. miejsce lub wicemistrzostwo |
| Brązowy                                                               | 3. miejsce lub II wicemistrzostwo |
| Zielony                                                               | Ukończył, punktował (w klasyfikacji generalnej, gdy zdobył co najmniej jeden punkt na przestrzeni sezonu, poza trzema powyższymi opcjami) |
| Niebieski                                                             | Ukończył, nie punktował (w klasyfikacji generalnej, gdy nie zdobył co najmniej jednego punktu na przestrzeni sezonu)                      |
| Czerwony                                                              | Nie zakwalifikował się (NZ) |
| Czerwony                                                              | Nie prekwalifikował się (NPK) |
| Różowy                                                                | Nie ukończył (NU) |
| Różowy                                                                | Niesklasyfikowany (NS) (w klasyfikacji generalnej, gdy nie został sklasyfikowany w żadnym wyścigu sezonu)                                 |
| Czarny                                                                | Zdyskwalifikowany (DK) |
| Czarny                                                                | Wykluczony (WYK/EX) |
| Biały                                                                 | Nie wystartował (NW) |
| Biały                                                                 | Kontuzjowany (K/INJ) |
| Biały                                                                 | Wyścig odwołany (OD/C) |
| Bez koloru                                                            | Został wycofany (WYC/WD) |
| Bez koloru                                                            | Nie przybył (NP/DNA) |
| Bez koloru                                                            | Nie brał udziału w treningach (NT/DNP) |
| Bez koloru                                                            | Nie został zgłoszony (–) |
| Pogrubienie                                                           | Start z pole position |
| Kursywa                                                               | Najszybsze okrążenie wyścigu |
| †                                                                     | Nie ukończył, ale jego rezultat został zaliczony ze względu na przejechanie więcej niż 90% dystansu wyścigu.                              |
| *                                                                     | Sezon w trakcie |
| 1/2/3                                                                 | Punktowana pozycja w sprincie kwalifikacyjnym                                                                                             |
| Lista systemów punktacji Formuły 1                                    | |

| Sezon | Zespół       | Silnik     | Kierowcy       | Wyniki w poszczególnych eliminacjach | Wyniki w poszczególnych eliminacjach | Wyniki w poszczególnych eliminacjach | Wyniki w poszczególnych eliminacjach | Wyniki w poszczególnych eliminacjach | Wyniki w poszczególnych eliminacjach | Wyniki w poszczególnych eliminacjach | Wyniki w poszczególnych eliminacjach | Wyniki w poszczególnych eliminacjach | Wyniki w poszczególnych eliminacjach | Wyniki kierowców | Wyniki kierowców | Wyniki konstruktora | Wyniki konstruktora |
| Sezon | Zespół       | Silnik     | Kierowcy       | MCO                                  | BEL                                  | NLD                                  | FRA                                  | GBR                                  | DEU                                  | ITA                                  | USA                                  | MEX                                  | ZAF                                  | Punkty           | Pozycja          | Punkty              | Pozycja             |
| ----- | ------------ | ---------- | -------------- | ------------------------------------ | ------------------------------------ | ------------------------------------ | ------------------------------------ | ------------------------------------ | ------------------------------------ | ------------------------------------ | ------------------------------------ | ------------------------------------ | ------------------------------------ | ---------------- | ---------------- | ------------------- | ------------------- |
| 1963  | Otello Nucci | Alfa Romeo | Peter de Klerk | -                                    | -                                    | -                                    | -                                    | -                                    | -                                    | -                                    | -                                    | -                                    | NU                                   | 0                | NS               | 0                   | NS                  |
|       |              |            |                | ZAF                                  | MCO                                  | BEL                                  | FRA                                  | GBR                                  | NLD                                  | DEU                                  | ITA                                  | USA                                  | MEX                                  | Punkty           | Pozycja          | Punkty              | Pozycja             |
| 1965  | Otello Nucci | Alfa Romeo | Peter de Klerk | 10                                   | -                                    | -                                    | -                                    | -                                    | -                                    | -                                    | -                                    | -                                    | -                                    | 0                | 24               | 0                   | 10                  |